# Nino Strano
Antonino Strano, detto Nino (Catania, 29 luglio 1950 – Catania, 11 novembre 2023), è stato un politico italiano.
Parlamentare alla Camera prima e al Senato poi in 3 legislature (XIV, XV, XVI), è conosciuto per il gesto plateale e provocatorio di aver stappato una bottiglia di champagne e mangiato della mortadella nell'aula di Palazzo Madama per festeggiare la caduta del governo Prodi II.

## Biografia
Negli anni settanta fu dirigente a Catania della Giovane Italia prima e del FUAN e Fronte della Gioventù poi, organizzazioni giovanili legate al Movimento Sociale Italiano (MSI).
Alle elezioni amministrative del 1976 si candidó al consiglio comunale di Catania, tra le liste del MSI, venendo eletto consigliere comunale e riconfermato sempre fino al 1993.
Alle elezioni regionali in Sicilia del 1991 venne candidato all'Assemblea Regionale Siciliana (ARS), nelle liste del MSI, ma, complice il dimezzamento del partito, risultò il primo dei non eletti, e subito dopo lasciò il MSI.
Nel 1992 fu assessore alla cultura e al decentramento nella giunta comunale di Catania guidata dal sindaco socialdemocratico Angelo Lo Presti.
Si avvicinò in quei mesi a Sicilia Libera, un nuovo movimento indipendentista siciliano che, emerse anni dopo, aveva tra i suoi ispiratori anche esponenti di Cosa nostra.
Già alle elezioni amministrative del 1993 si candidó, senza il sostegno di partiti politici e di alcuna lista,alla presidenza della Provincia di Catania, le prime ad elezioni dirette  ottenendo il 13% dei voti.

### Deputato all'ARS e assessore regionale
Il 3 maggio 1994 diventò deputato all'ARS, subentrando a Benito Paolone eletto deputato in quell'anno, diventando componente della 3ª Commissione legislativa Attività produttive e Agricoltura e rientrando nelle file del MSI.
Nel 1995 aderì alla svolta di Fiuggi di Gianfranco Fini che trasformò l'MSI in Alleanza Nazionale (AN), con cui alle regionali siciliane del 1996 si ricandidó tra le sue liste, venendo rieletto all'ARS nel collegio di Catania. Venne nominato assessore al turismo, comunicazioni e trasporti nella giunta regionale della Sicilia di centro-destra presieduta da Giuseppe Provenzano, e venendo confermato in tale ruolo dal successore Giuseppe Drago (1996-1998).
Come assessore con delega anche allo Sport, organizzò l'Universiade 1997 in Sicilia, di cui fu presidente del Comitato organizzatore.

### Elezione alla Camera
Alle elezioni politiche del 2001 venne candidato alla Camera dei deputati nel collegio elettorale di Catania - Misterbianco, sostenuto dalla Casa delle Libertà in quota AN, venendo eletto deputato e divenne vicepresidente della 14ª Commissione Politiche dell'Unione europea. Fu contemporaneamente (2003-2004) assessore comunale alla Cultura e al Turismo nelle giunte catanesi guidate dal sindaco Umberto Scapagnini.

### Elezione a senatore
Alle elezioni politiche del 2006 venne candidato al Senato della Repubblica, tra le liste di AN nella circoscrizione Sicilia in seconda posizione, risultando eletto senatore. Nella XV legislatura della Repubblica fu segretario della 14ª Commissione Politiche dell'Unione europea, membro della 7ª Commissione Istruzione pubblica, beni culturali e, brevemente, della 8ª Commissione Lavori pubblici, comunicazioni.
Dirigente nazionale di AN, fu responsabile dell'Ufficio Turismo del partito fino al suo scioglimento.

#### Caduta del secondo governo Prodi
Il 24 gennaio 2008, in occasione della caduta del governo Prodi II, durante il dibattito in Senato che seguì la comunicazione del Presidente del Consiglio a fronte dell'imminente sfiducia parlamentare, urlò ripetutamente una serie di insulti (anche a sfondo omofobo) all'indirizzo del collega dell'UDEUR Nuccio Cusumano. Ciò gli attirò accuse di intolleranza da parte di alcune associazioni LGBT, alle quali replicò dichiarando a La Repubblica di "adorare i locali gay" e derubricando la sua reazione a una mera replica alla scelta del senatore UDEUR (che a seguito della gazzarra scatenata, in cui venne insultato anche dal compagno di partito Tommaso Barbato, fu peraltro colto da un malore) di votare la fiducia al governo in dissenso rispetto al resto del suo partito. Nel corso della seduta alcuni senatori di centrodestra (tra i quali Maurizio Gasparri, che poi presentò un'interrogazione in merito) accusarono inoltre Cusumano di voto di scambio, insinuando che il sostegno alla fiducia fosse stato propiziato dall'assunzione di un suo collaboratore in un ente pubblico.
Nella stessa giornata, all'annuncio dell'avvenuta sfiducia da parte del presidente Marini, celebrò platealmente la caduta dell'esecutivo di centrosinistra insieme al collega Domenico Gramazio stappando una bottiglia di spumante e facendo mostra di mangiare mortadella (allusione ironica alle origini bolognesi di Romano Prodi, soprannominato appunto "mortadella"). Sebbene inizialmente se ne fosse scusato, negli anni seguenti prese a rivendicare la liceità del gesto, definendolo "allegorico".
Strano, peraltro, nel corso della legislatura si era già segnalato alle cronache per aver apostrofato con l'epiteto "necrofori" i senatori della coalizione di centrosinistra, alludendo al peso determinante dei senatori a vita nel garantire la fiducia all'esecutivo di Romano Prodi, che alla Camera alta aveva un margine di maggioranza risicatissimo sull'opposizione di centrodestra.

### Assessore regionale della Sicilia
Fu primo dei non eletti al Senato nella lista del Popolo della Libertà in Sicilia dopo le elezioni politiche 2008, e fu candidato alle elezioni europee del 2009 nella circoscrizione Italia insulare, con il PdL, ottenendo oltre 101.000 preferenze, senza essere eletto.
Il 26 giugno 2009 venne nominato Assessore Regionale al Turismo, Comunicazioni e Trasporti della Regione Siciliana nella II Giunta Lombardo (2009-2010).

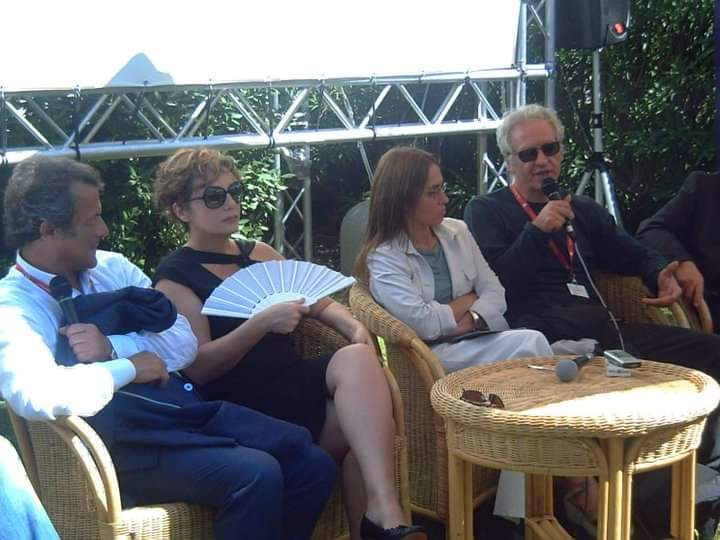
Nino Strano, allora assessore al turismo e spettacolo della Regione Sicilia, con i registi Roberta Torre, Giovanna Taviani e Pasquale Scimeca al 67º Festival del cinema di Venezia

A seguito della scissione nel Popolo della Libertà in Sicilia, aderì al PdL Sicilia.
Dal 2 gennaio 2010, a seguito della riforma dell'Amministrazione regionale,  venne nominato Assessore Regionale al Turismo, Sport e Spettacolo nella III Giunta Lombardo (2010), rimanendovi in carica fino al 28 settembre 2010.
Aderì alla corrente finiana Generazione Italia.
Dal marzo 2011 fu componente dell'Assemblea nazionale di Futuro e Libertà.

### Ritorno al Senato
Il 2 novembre 2011 tornò al Senato subentrando a Raffaele Stancanelli, che optó per il mantenimento dell'incarico di sindaco di Catania. Fece parte della commissione pubblica istruzione e beni culturali. Il 20 dicembre 2012, però, presentò le sue dimissioni irrevocabili, accolte dal Senato con 180 voti favorevoli, 36 contrari e 2 astenuti. Gli subentrò Filippo Maria Drago.

### Attività artistica
Fin da giovane all'attività politica affiancó la regia, sia di opere teatrali che cinematografiche. Fu aiuto regista di Mauro Bolognini per i film Metello e Un bellissimo novembre, quest'ultimo tratto dall'omonimo romanzo di Ercole Patti. Fu poi aiuto regista in una Bohème messa in scena al Teatro Massimo di Palermo, nel Pipistrello di Strauss e in nella Norma di Vincenzo Bellini, al Teatro Massimo Bellini di Catania. Per la realizzazione di una Zaira di Bellini fu aiuto regista di Attilio Colonnello. Fu infine aiuto regista di Franco Zeffirelli per il film Storia di una capinera.
Nel febbraio 2011 venne nominato vice presidente di Cinesicilia e restò in carica fino al 30 settembre 2011.
Nel 2017 pubblicò il libro Je ne regrette rien – La libertà è un hula hoop.
Dal 2018 al 2023 fu direttore artistico del Mythos Opera Festival.

### Morte
L'11 novembre 2023 muore a Catania, all'età di 73 anni, dopo una lunga malattia.

## Vicende giudiziarie

### Abuso d'ufficio
Nel maggio 2008 viene condannato in primo grado a due anni e due mesi di reclusione dal Tribunale di Catania per abuso d'ufficio insieme al sindaco Scapagnini e ad altri cinque assessori della giunta catanese per abuso d'ufficio e violazione della legge elettorale, per aver votato in giunta a favore della delibera che concedeva ai dipendenti del Comune di Catania i contributi previdenziali per i danni causati dalla cenere dell'Etna subiti nel 2002, tre giorni prima delle elezioni comunali del 2005. Nel novembre 2011 la Corte d'appello di Catania ha confermato la condanna a due anni e sei mesi di reclusione assieme a Scapagnini e agli altri assessori dell'epoca, per abuso d'ufficio e violazione della legge elettorale, nel processo sui rimborsi previdenziali Inpdap ai dipendenti del Comune di Catania per i fenomeni eruttivi e sismici dell'Etna del 2001 e 2002 a pochi giorni dalle consultazioni amministrative del 2005; per la stessa vicenda, è stato condannato in appello dalla Corte dei conti ad un risarcimento di 50.000 euro ed al pagamento delle spese processuali.

### Falso in bilancio
Il 10 ottobre 2011, il giudice monocratico del Tribunale di Catania lo ha condannato, in primo grado, insieme ad altri sei ex assessori a due anni e tre mesi di reclusione (Filippo Drago, Stefania Gulino, Mimmo Rotella, Salvatore Santamaria, Mario De Felice e Giuseppe Zappalà), più altri sei a due anni e nove mesi, per il reato di falso in bilancio. Sono stati anche dichiarati interdetti dai pubblici uffici per una durata pari a quella della pena principale (che avrà decorso se la sentenza diverrà definitiva) e condannati al pagamento delle spese processuali. I pubblici ministeri avevano chiesto due anni e quattro mesi per Scapagnini e due anni per tutti gli assessori.
I 13 imputati sono stati assolti dalla corte d'appello nell'aprile 2014.

### Indagine della Procura etnea
L'11 maggio 2010 il Corriere della Sera dà la notizia che Strano sarebbe coinvolto dalla Procura della Repubblica di Catania nell'inchiesta per mafia che vede indagati il Presidente della Regione Siciliana Raffaele Lombardo ed il fratello Angelo, deputato dell'MpA. Strano, attraverso il suo avvocato, si dichiara estraneo alla vicenda.
Il 9 aprile 2011 il suo nome non compare tra i 56 indagati, nell'avviso di chiusura indagine della procura, archiviando quindi la sua posizione.

## Opere
- Je ne regrette rien. La libertà è un hula hoop, 2017, Carthago, Catania